# Thomas MacQueen
Thomas MacQueen (1792 – 1840) è stato un generale britannico del 45º reggimento di Fanteria del Bengala della Compagnia Britannica delle Indie Orientali.
Quando era ancora un maggiore, MacQueen mostrò un esemplare di otarda a cui aveva sparato al British Museum of Natural History; questo uccello verrà in seguito chiamato in suo onore  Chlamydotis macqueenii.